# 赎罪礼拜堂
赎罪礼拜堂（Chapelle Expiatoire）是法国首都巴黎第八区的一座天主教堂，它诞生于1816年，由法国新古典主义建筑师皮埃尔·弗朗索瓦·莱昂纳尔·方丹和查尔斯·Percier合作设计。这座礼拜堂是根据国王路易十八的命令，在国王路易十六和王后玛丽·安托瓦内特曾经埋葬的马德琳墓地的地基上兴建的。法国革命中，曾有3000名遇难者埋葬在这座礼拜堂所在的地方。

## 历史

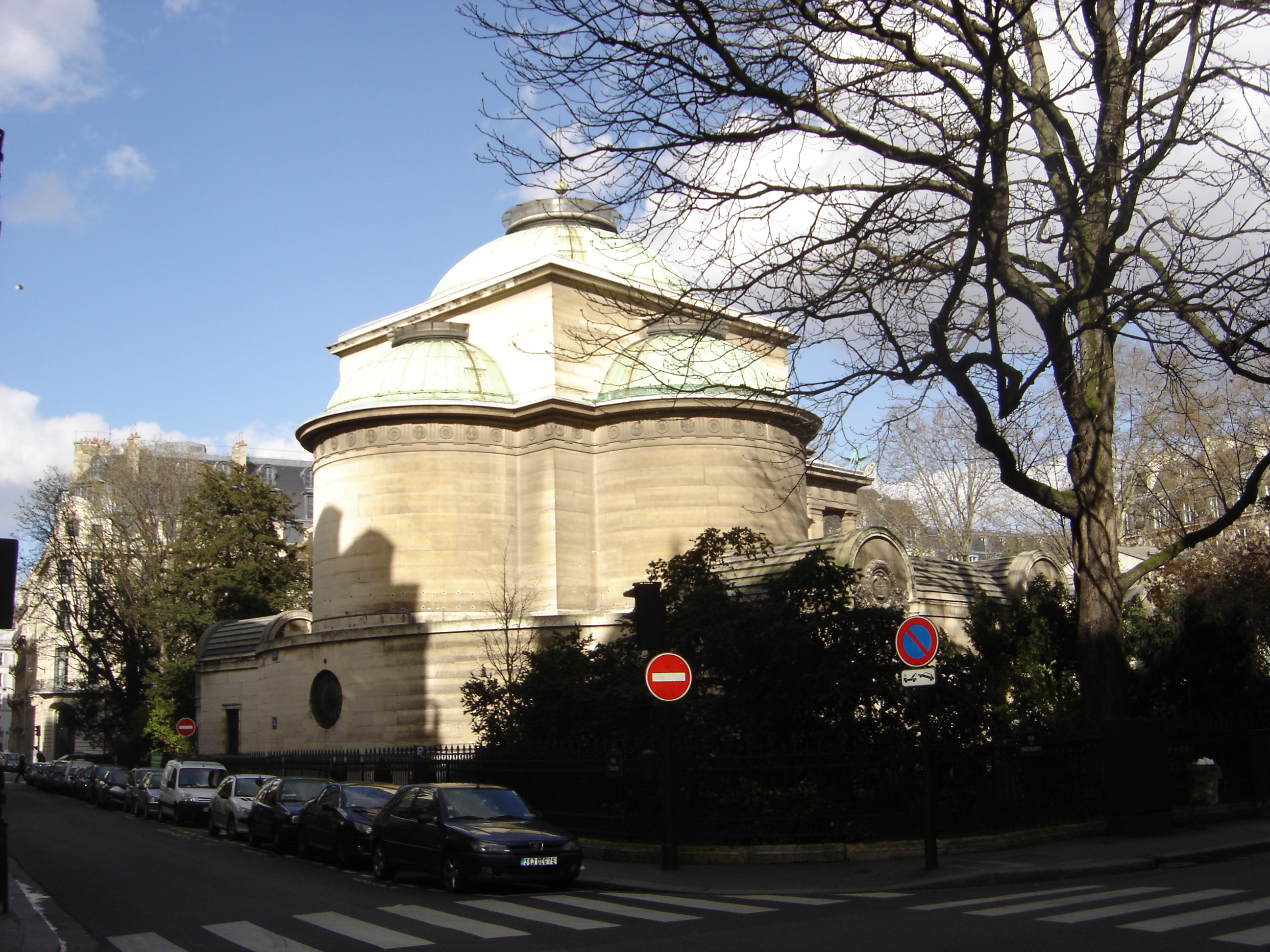
赎罪礼拜堂的雕塑未能妨碍其纯净的几何形体

1793年1月21日，法国国王路易十六被斩首，遗体被带到了巴黎的马德琳墓地，埋在一个坑里，上面覆盖一层生石灰。同年10月16日，王后玛丽·安托瓦内特也被处死，遗体也埋在同一个墓地。1802年6月3日，埋葬他们尸体的土地被一个自1789年起就住在墓地附近（今路易十六广场）的保皇党裁判官皮埃尔-路易斯·奥利弗·Desclozeaux 买下。 Desclozeaux 标出了国王和王后埋葬的地点，在周围设置了篱笆：两棵柳树和柏科树木。

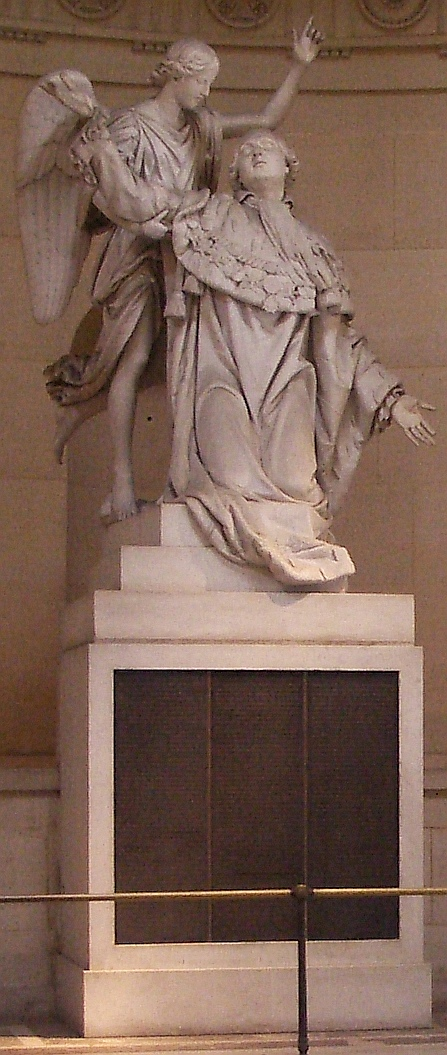
“路易十六被带往不朽，被天使支撑”

在波旁王朝复辟时期，昂古莱姆公爵夫人向她的叔叔，国王路易十八要求寻找她父母，前国王和王后的遗体。尸骸在1815年1月18日和19日挖出，1月20日移往圣德尼的法国皇家陵墓。玛丽·安托瓦内特的遗体由弹力吊袜带和下颌部而被确定。
1816年1月11日，Desclozeaux将他的房屋和旧墓地出售给路易十八，路易十八和昂古莱姆公爵夫人分担了建造赎罪礼拜堂的300万法郎的费用。礼拜堂的建设工程历时10年，落成于1826年。巴黎教区总主教祝福了赎罪礼拜堂的基石，但没能为国民公会流亡成员求得特赦。
赎罪礼拜堂的基地略有抬高，周围封闭的柱廊将庭院与外部世界隔离开来。这个礼拜堂的入口是一个严峻的有三角墙的多立克柱式的四柱式门廊。在希腊十字平面的中心设置了由3个带眼的半圆室组成的圆顶，使得自然光可以通过主圆顶的顶塔进入。它半圆柱和半球形的形状使人回想起文艺复兴教堂的中央规划，尽可能的模仿了希腊罗马风格。国王和王后的白色大理石雕刻表现他们在入神的状态中被弗朗索瓦·约瑟夫·博西奥和让-皮埃尔·科托处死。共有超过9个壁龛：大厅内的9个拱廊纪念1792年8月10日保卫王室的瑞士近卫队在杜伊勒里宫被杀。地下室内一个黑白两色大理石祭坛标出了皇室遗体被发现的地点。 
赎罪礼拜堂无疑是巴黎最不妥协的新古典主义宗教建筑。弗朗索瓦-勒内·德·夏多布里昂称它是“巴黎最非凡的大厦”。
1862年，环绕拱顶的松柏被砍倒，改建为一个美丽的公园，将教堂与周围的城市以及毗邻的奥斯曼大道优美地隔开。

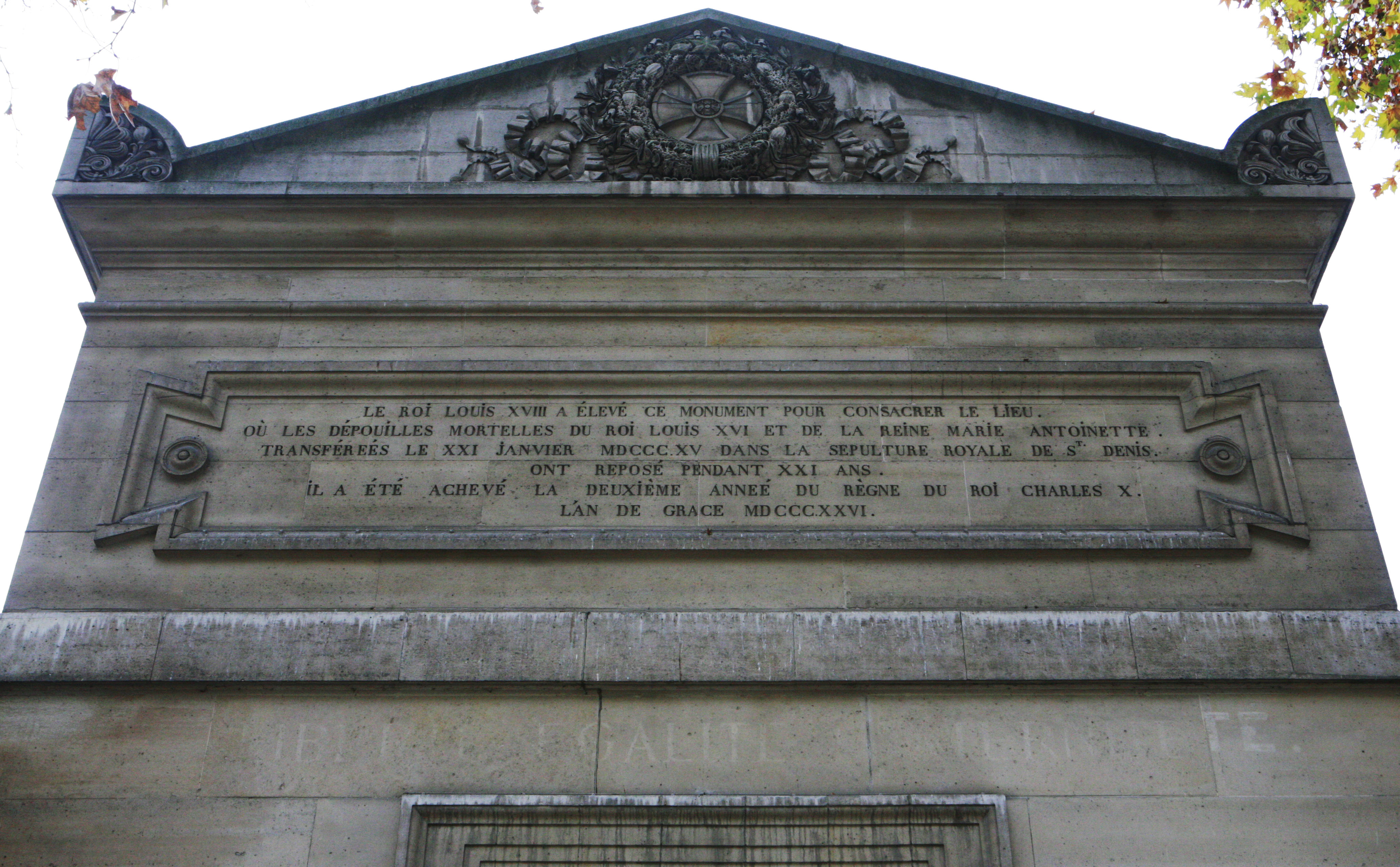
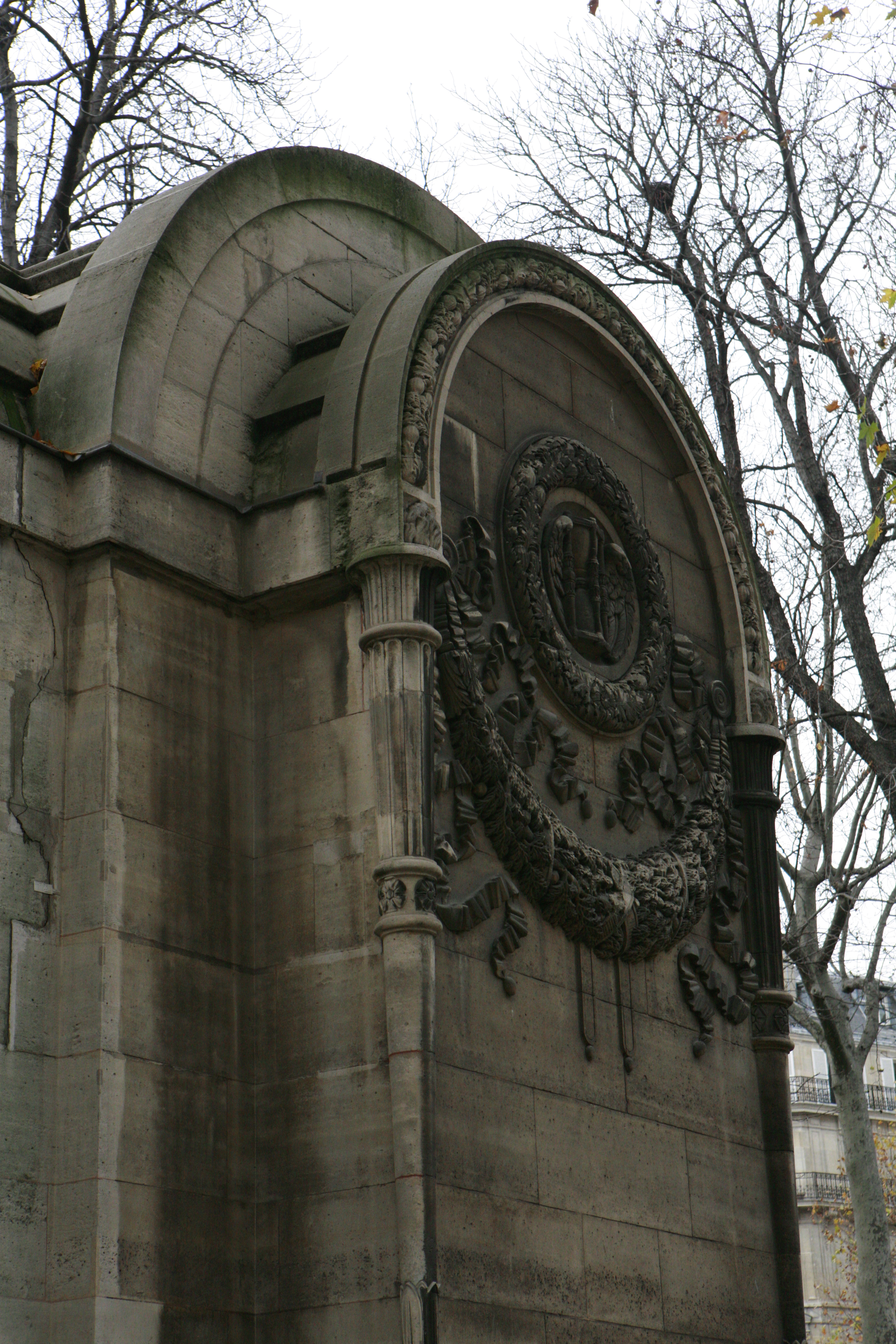
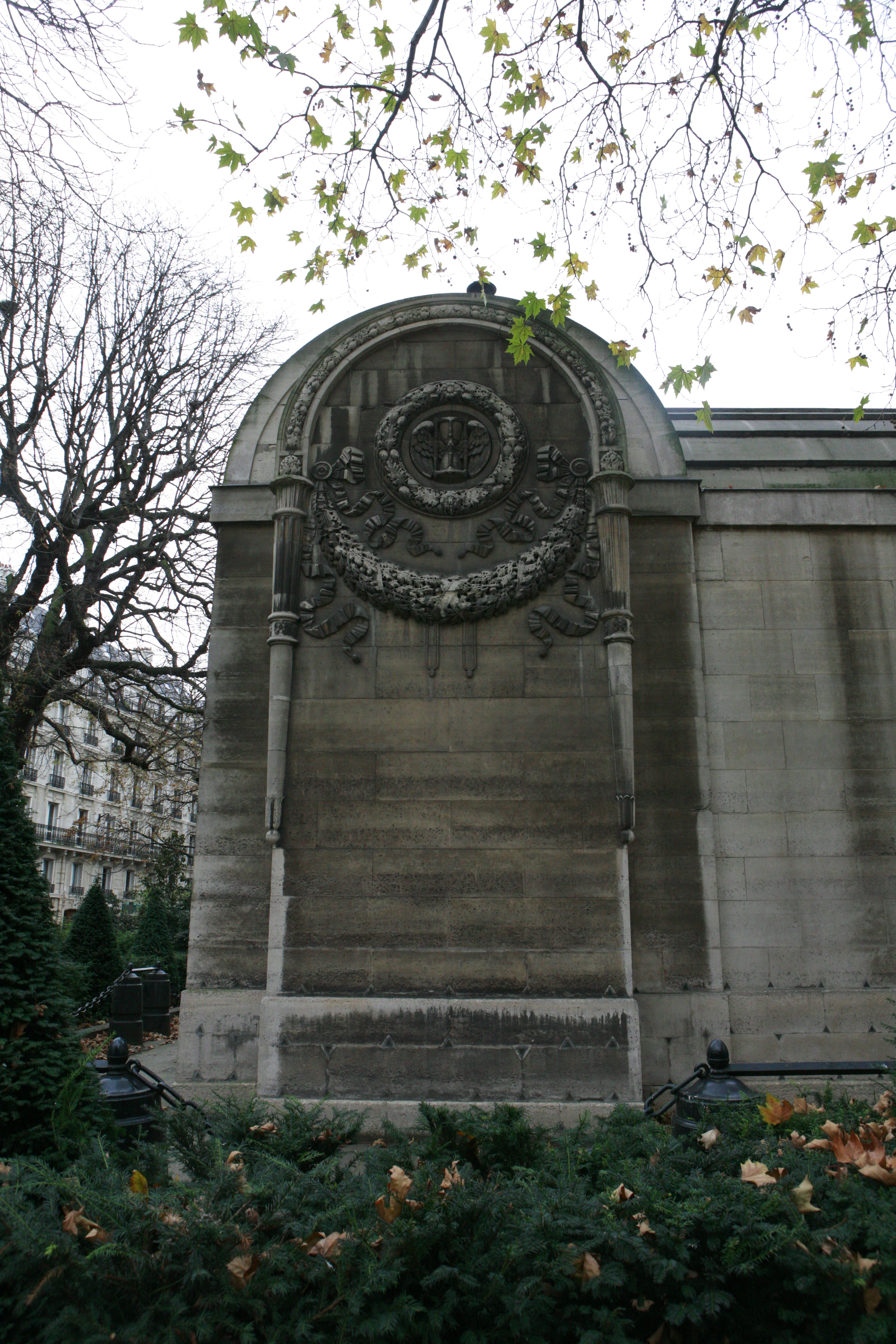
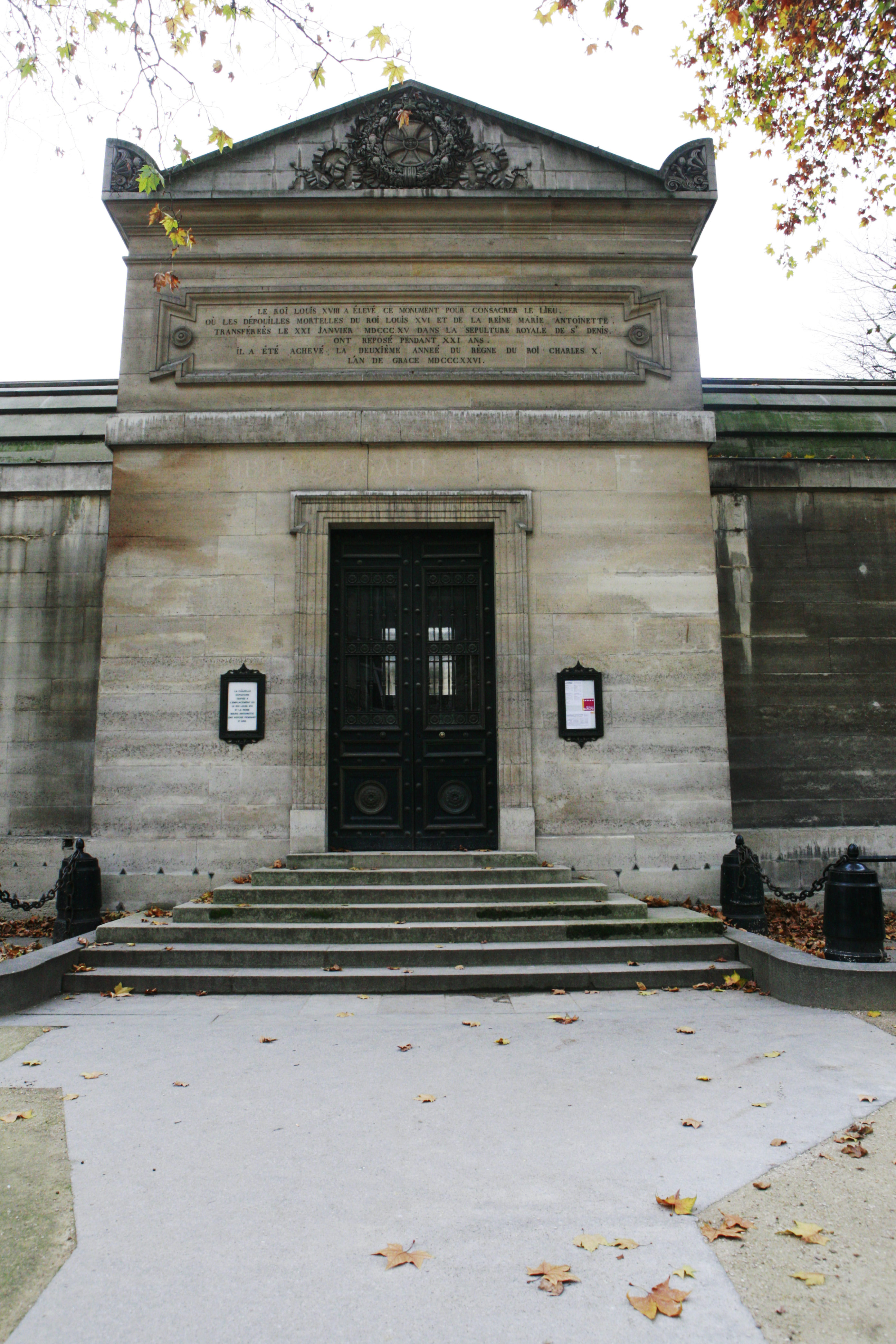

入口处铭刻着下列文字：
|  | 国王路易十八竖立了这个不朽的作品，国王路易十六和王后玛丽·安托瓦内特遇害后的遗体，到1815年1月21日移往圣德尼的皇家陵墓之前，曾经埋葬在此21年之久。完成于1826年，查理十世在位的第二年。 |